# Иваи, Кацухито
Кацухито Иваи (яп. 岩井 克人 Иваи Кацухито, англ. Katsuhito Iwai); род. 13 февраля 1947, Токио) — японский экономист, приглашённый профессор Международного христианского университета, профессор Токийского фонда, почётный профессор Токийского университета. Член Японской академии наук (2015).

## Биография
Кацухито родился в столице Японии, и в 1969 году получил степень бакалавра по экономике в Токийском университете, а после этого
в 1972 году получил докторскую степень по экономике в Массачусетском технологическом институте.
Преподавательскую деятельность начал в качестве доцента кафедры экономики Калифорнийского университета в Беркли (1972—1973).
В период 1973—1979 гг. доцент кафедры экономики Йельского университета, а в период 1979—1981 гг. старший научный сотрудник Фонда Коулза при Йельском университете.
В период 1981—1989 гг. доцент, а в период 1989—2010 гг. профессор кафедры экономики Токийского университета.
В период 1988—1989 гг. приглашённый доцент в Школе общественных и международных отношений имени Вудро Вильсона, а также приглашённый профессор на кафедре экономики Пенсильванского университета.
В 1997 году приглашённый сотрудник кафедры экономической политики университета Сиены.
В период 2001—2003 гг. декан Высшей школы экономики Токийского университета, а с 2010 года почётный профессор Токийского университета.
С 2004 года приглашённый профессор, а в период 2010—2012 гг. специально назначенный профессор университета Мусасино.
В период 2005—2011 гг. член, а в период 2006—2011 гг. председатель отдела экономики научного совета Японии.
В период 2006—2013 гг. старший научный сотрудник, а с 2013 года член консультативного исследовательского комитета по корпоративной социальной ответственности Токийского фонда.
Кацухито в настоящий момент является:
- с 2009 года почётным доктором Белградского университета
- с 2010 года приглашённым профессором Международного христианского университета.

## Основные идеи
Иваи создал оптимальную модель экономического роста с неаддитивной межвременной полезностью.
Разработал макроэкономическую динамику, которая соединяет Викселлевскую теорию кумулятивного процесса и Кейнсинскую теорию эффективного спроса, демонстрируя, что невмешательство государства в рыночный механизм имеет внутренне неустойчивый характер, а значит Закон Сэя не срабатывает. Жёсткость, а не гибкость зарплаты стабилизирует экономику. Компромисс между зарплатой и инфляцией не перестает существовать независимо от периода времени.
Иваи создал серию эволюционных моделей, в которых показал движение технологической структуры с течением времени, в том числе как взаимодействуют инновации и инвестиции большого числа фирм между собой синхронно и диахронически. Прибыль сверх нормальной ставки никогда не исчезает из экономики потому, что экономика в долгосрочной перспективе не сближается к неоклассическому равновесию однообразных технологий, а в лучшем случае имеет место статическое равновесие технологических диспропорций.
Сформулировал бутстрап-теорию денег (англ. The bootstrap theory of money), где показал, что бартерная система не имеет равновесия, если не совпадут товары с двух сторон, а денежная система не требует условий для поддержания себя,
и представил новую характеристику бизнес-корпорации: структура, которая включает в себя два уровня отношений собственности — акционеры владеют корпорацией и корпорация, которая владеет собственными активами.

## Награды
Заслуги Кацухито были неоднократно отмечены сообществом:
- 1982 — приз Никкей по экономике за книгу «Динамика неравновесности — теоретический анализ инфляции и безработицы»
- 1993 — премия академии Сантори за книгу «Онтология денег»
- 2003 — премия Кобаяси Хидэо за книгу «Что станет с корпорацией»
- 2009 — приз форума M&A
- 2007 — медаль Почёта с пурпурной лентой Японского правительства за выдающиеся вклад в Экономическую теорию
- 2023 — орден Культуры[5]